# Universiteit van North Carolina

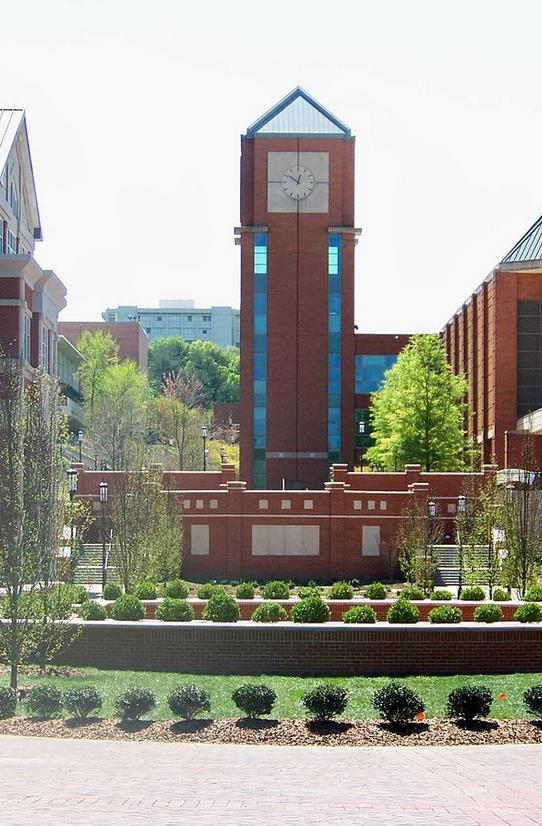
Gedeelte van de campus in Charlotte

De Universiteit van North Carolina is een Amerikaanse universiteit met meerdere campussen, die feitelijk afzonderlijke instituten zijn, samengebracht onder één bestuursstructuur. De universiteit omvat alle 16 openbare universiteiten in de staat North Carolina en de North Carolina School of Science and Mathematics, een highschool speciaal voor hooggetalenteerde leerlingen. De universiteit is ontstaan in 1931 uit de samenvoeging van drie universiteiten; in 1971 werd besloten dat alle universiteiten in de staat in één instelling zouden worden ondergebracht. 
De Universiteit van North Carolina te Chapel Hill is opgericht in 1789 en is een van de oudste staatsuniversiteiten in de Verenigde Staten en wordt gezien als het vlaggenschip van alle campussen. Ook wordt het academisch niveau van Chapel Hill gelijkwaardig beschouwd aan dat van een particuliere Ivy-league universiteit. 
Instituten die onderdeel zijn van de Universiteit van North Carolina, zijn (de jaartallen geven respectievelijk het jaar van oprichting en het jaar van opname in de Universiteit van North Carolina aan):
- Appalachian State University, Boone (1899/1972)
- East Caroline University, Greenville (1907/1972)
- Elizabeth City State University, Elizabeth City (1891/1972)
- Fayetteville State University, Fayetteville (1867/1972)
- North Carolina Agricultural and Technical State University, Greensboro (1891/1972)
- North Carolina Central University, Durham (1909/1972)
- North Carolina School of Science and Mathematics, Durham (1980/2007)
- North Carolina State University te Raleigh, Raleigh (1887/1932)
- Universiteit van North Carolina te Asheville, Asheville (1927/1969)
- Universiteit van North Carolina te Chapel Hill, Chapel Hill (1789/1932)
- Universiteit van North Carolina te Charlotte, Charlotte (1946/1965)
- Universiteit van North Carolina te Greensboro, Greensboro (1891/1932)
- Universiteit van North Carolina te Pembroke, Pembroke (1887/1972)
- Universiteit van North Carolina te Wilmington, Wilmington (1947/1969)
- Universiteit van North Carolina School of the Arts, Winston-Salem (1963/1972)
- Western Carolina University, Cullowhee (1889/1972)
- Winston-Salem State University, Winston-Salem (1892/1972)